# Bactrocera erubescentis
Bactrocera erubescentis är en tvåvingeart som först beskrevs av Drew och Albany Hancock 1981.  Bactrocera erubescentis ingår i släktet Bactrocera och familjen borrflugor. Inga underarter finns listade.